# Jørn Jeppesen
Jørn Jeppesen, född 21 april 1919, död 18 januari 1964, var en dansk skådespelare.

## Roller i urval
- 1939 – Genboerne
- 1942 – Når bønder elsker
- 1950 – Café Paradis
- 1951 – Det sande ansigt
- 1957 – Natt i Nyhavn
- 1958 – Guld och gröna skogar
- 1958 – Kvinnlig spion 503 (även regi)
- 1960 – Eventyrrejsen
- 1961 – Gøngehøvdingen
- 1963 – Hvad med os?